# Donovan Ramírez
Pour les articles homonymes, voir Ramírez.
Ramírez  González est un nom espagnol. Le premier nom de famille, en général paternel, est Ramírez ; le second, en général maternel, souvent omis, est González.
Donovan Ramírez González, né le 3 mai 2002, est un coureur cycliste costaricien. Son palmarès comprend notamment plusieurs titres de champion national et de champion d'Amérique centrale.

## Biographie
Donovan Ramírez est originaire du canton de San Carlos. Durant sa jeunesse, il pratique d'abord le patinage de vitesse à un bon niveau,. Ses performances lui permettent de connaître plusieurs sélections en équipe nationale. Il commence seulement le cyclisme en 2020, au cours de la pandémie de Covid-19. Lors de cette saison, il remporte une étape du Tour du Nicaragua. Il est également sacré vice-champion du Costa Rica du contre-la-montre en 2021 en 2022, chez les élites puis parmi les espoirs. 
Au printemps 2023, il remporte le contre-la-montre espoir des championnats d'Amérique centrale. Peu de temps après, il finit deuxième de l'épreuve chronométrée aux championnats panaméricains espoirs. Cette dernière médaille lui est cependant retirée en raison d'un contrôle positif au cannabis, qui lui vaut une suspension d'un mois. Il poursuit néanmoins la compétition avec succès en remportant la deuxième étape du Tour du Costa Rica.  
En 2024, il confirme ses aptitudes de rouleur en devenant champion d'Amérique centrale et champion du Costa Rica du contre-la-montre, parmi les espoirs. Dans sa catégorie, il participe aux championnats panaméricains, où il se classe cinquième de la course en ligne et sixième du contre-la-montre. La même année, il remporte une étape de la Vuelta al Porvenir ainsi que deux étapes du Tour du Costa Rica. Il court aussi pendant quelques mois chez les amateurs espagnols avec le Grupo Intxausti, un club basque. Le 27 septembre, il représente son pays natal au championnat du monde espoirs, organisé en Suisse.

## Palmarès et résultats

### Par année
- 2020
  - 2e étape du Tour du Nicaragua
- 2021
  - 2e du championnat du Costa Rica du contre-la-montre
- 2022
  - 2e du championnat du Costa Rica du contre-la-montre espoirs
- 2023
  -  Champion d'Amérique centrale du contre-la-montre espoirs
  - 2e étape du Tour du Costa Rica
- 2024
  -  Champion d'Amérique centrale du contre-la-montre espoirs
  -  Champion du Costa Rica du contre-la-montre espoirs
  - 3e étape de la Vuelta al Porvenir
  - 7e et 8e étapes du Tour du Costa Rica
  - 3e du Gran Premio San José
- 2025
  -  Champion d'Amérique centrale du contre-la-montre par équipes
  -  Champion du Costa Rica du contre-la-montre
  -  Médaillé de bronze du championnat d'Amérique centrale du contre-la-montre

### Classements mondiaux
| Année            | 2021 | 2022 | 2023 | 2024 |
| ---------------- | ---- | ---- | ---- | ---- |
| UCI America Tour | 248e | 266e | 206e | 110e |